# Pongola (KwaZulu-Natal)
Pongola est une ville sur la rive gauche de la rivière Pongola, dans une vallée fertile sur la N2, près des montagnes Lebombo, dans les vallées du Zululand, à 10 km du Swaziland. Elle jouit d'un climat subtropical et pratique la culture de la canne à sucre.

## Personnalités nées à Pongola
- Johan Kriek
- Jacques du Plessis